# Massospondylidae
A Massospondylidae, a Prosauropoda dinoszaurusz alrendág egyik családja. A Massospondylidae a Sauropodomorpha alrend tagja, melybe olyan hosszú nyakú, növényevő dinoszauruszok tartoznak, mint például az Adeopapposaurus, a Coloradisaurus, a Glacialisaurus, a Lufengosaurus, a Massospondylus, a Yunnanosaurus és a Jingshanosaurus; egy újkeletű filogenetikai elemzés igazolta, hogy a Coloradisaurus, a Lufengosaurus és a Massospondylus ide tartozik, míg a Glacialisaurust és az Adeopapposaurust a csoport lehetséges tagjaiként tartják számon.

## Fordítás
- Ez a szócikk részben vagy egészben  a   Massospondylidae című angol Wikipédia-szócikk ezen változatának fordításán alapul.  Az eredeti cikk szerkesztőit annak laptörténete sorolja fel. Ez a jelzés csupán a megfogalmazás eredetét és a szerzői jogokat jelzi, nem szolgál a cikkben szereplő információk forrásmegjelöléseként.